# Martin Harvey
Martin Harvey (Belfast, 19 settembre 1941 – 25 novembre 2019) è stato un calciatore e allenatore di calcio nordirlandese, di ruolo difensore o centrocampista.

## Carriera
Difensore o centrocampista centrale destro, è stato una bandiera del Sunderland, società per la quale ha giocato durante tutta la sua carriera, tra il 1959 e il 1972.
Nell'estate 1967 con il Sunderland disputò il campionato nordamericano organizzato dalla United Soccer Association: accadde infatti che tale campionato fu disputato da formazioni europee e sudamericane per conto delle franchigie ufficialmente iscritte al campionato, che per ragioni di tempo non avevano potuto allestire le proprie squadre. Il Sunderland rappresentò i Vancouver Royal Canadians, che conclusero la Western Division al quinto posto finale.
Durante la stagione 1971-1972 Harvey dovette ritirarsi prematuramente a soli 30 anni, per via di alcuni gravi infortuni. Rimane nello staff tecnico del Sunderland prima di approdare al Carlisle United nel 1980, inizialmente come assistente di Bobby Moncur, poi come allenatore. Esonerato dal Carlisle United, in seguito segue Moncur nel Plymouth Argyle e nell'Irlanda del Nord fino a quando Moncur non viene licenziato dal Plymouth: Harvey diviene l'allenatore della squadra, e in seguito viene sostituito da Johnny Hore, di cui diviene il vice. La squadra esonera Hore e Harvey ritorna a guidare la prima squadra per un breve periodo e nel novembre dello stesso anno viene sostituito da Dave Smith. Per il periodo 1985-1986 è chiamato come assistente di Billy Bingham nell'Arabia Saudita. Ritornato a Plymouth rimane nello staff tecnico fino al 1990.
L'Irlanda del Nord l'ha chiamato in Nazionale in 34 occasioni: la prima è avvenuta il 25 aprile del 1961 contro l'Italia (3-2). Il 28 febbraio del 1968, contro il Galles, ha indossato per la prima ed unica volta la fascia di capitano.